# Dominique Jackson
Pour les articles homonymes, voir Jackson.
Dominique Brebner, née le 20 mars 1975 à Scarborough (Trinité-et-Tobago), connue professionnellement sous les noms de Dominique Jackson et Tyra Allure Ross est une actrice trans, modèle, et présentatrice de télé réalité originaire de Trinité-et-Tobago. Elle a posé dans Vogue España. En tant que comédienne, elle est connue pour son rôle de mère de la maison Elektra Abondance, dans la série FX Pose.

## Biographie

### Jeunesse
Dominique Jackson naît le 20 mars 1975 à Scarborough, Trinité-et-Tobago. Sa jeunesse est marquée par le traumatisme du harcèlement et des abus sexuels. Elle a fui aux États-Unis à l'âge de dix-huit ans parce que sa famille n'acceptait pas sa transidentité,,,.
Aux États-Unis, Jackson a vécu à la rue de la prostitution,. En 1993, à Baltimore dans le Maryland, Jackson découvre le milieu des bals. Elle vit dans différentes « maisons » et finit par s'installer dans la House of Sinclair basée à New York.

### Mode
Ses premiers travaux pour la photo de mode n'étaient pas rémunérés. En 2009, elle devient modèle pour le fashion designer Adrian Alicea, et défile pendant la Mercedes-Benz Fashion Week. Elle a également été photographiée pour Vogue España.
En 2018, elle défile pour Marco Marco, en 2021 et en 2022 pour Mugler.

### Cinéma
Jackson a joué dans  Call Me, Christopher Street: The series, dans le documentaire Visible: The LGBTQ Caribbean Diaspora, et dans la série de télé réalité Strut (2016). Ce dernier travail lui a valu une nomination pour les GLAAD Media Awards.
En 2018, Jackson fait son apparition dans le rôle d’Elektra Abondance dans la série FX Pose, qui décrit la culture du bal du New York de la fin des années 1980. La série, créée le 3 juin 2018, est acclamée par la critique,. La première saison réunit le plus grand casting d'actrices trans de l'histoire des séries, avec plus de 50 personnages LGBTQ. 

### Écriture et participation à des associations
Jackson a évoqué ses difficultés psychologiques dans une autobiographie intitulée The Transsexual from Tobago,. Elle a également travaillé pour plusieurs organisations à but non lucratif (comme Destination Tomorrow in the Bronx qui aide la communauté LGBT).

### Vie privée
Jackson n'a obtenu sa carte de résidente américaine qu'en 2015.
Elle s'est mariée à Al Jackson après 18 ans de vie commune. En 2018, lors de vacances dans une station balnéaire à Aruba, elle a déclaré aux autorités qu'un homme avait tenté de la violer. Elle et son mari Al ont été chassés de la station balnéaire. 

## Filmographie
- Christopher Street: La Série, rôle: personnel de santé,
- Visible: The LGBTQ Caribbean Diaspora, rôle: elle-même, documentaire

## Télévision
- 2015 : Call me, Nicolette
- 2016 : Strut, elle-même, 6 épisodes
- 2018 : Pose, Elektra Abondance Evangelista
- 2020 : Legendary, elle-même (juge), 1 épisode
- 2021 : American Gods
- 2022 : American Horror Stories : Bloody Mary (saison 2, épisode 5)